# Jack Blackburn
Jack Blackburn est un boxeur et entraineur américain né le 1er janvier 1883 à Versailles, Kentucky et mort le 24 avril 1942.

## Biographie
Boxeur professionnel entre 1900 et 1923, il livre 157 combats, en remporte 105 dont 30 avant la limite et a notamment affronté Joe Gans, Sam Langford et Harry Greb. Blackburn n'a pas remporté de titre majeur au cours de sa carrière de boxeur. Il est en revanche connu pour avoir été longtemps l'entraineur de Joe Louis.

## Distinction
- Jack Blackburn est membre de l'International Boxing Hall of Fame depuis 1992[1].

## Note et référence
1. ↑  (en) Biographie de Jack Blackburn (ibhof.com)